# كونسرفاتوار أمستردام

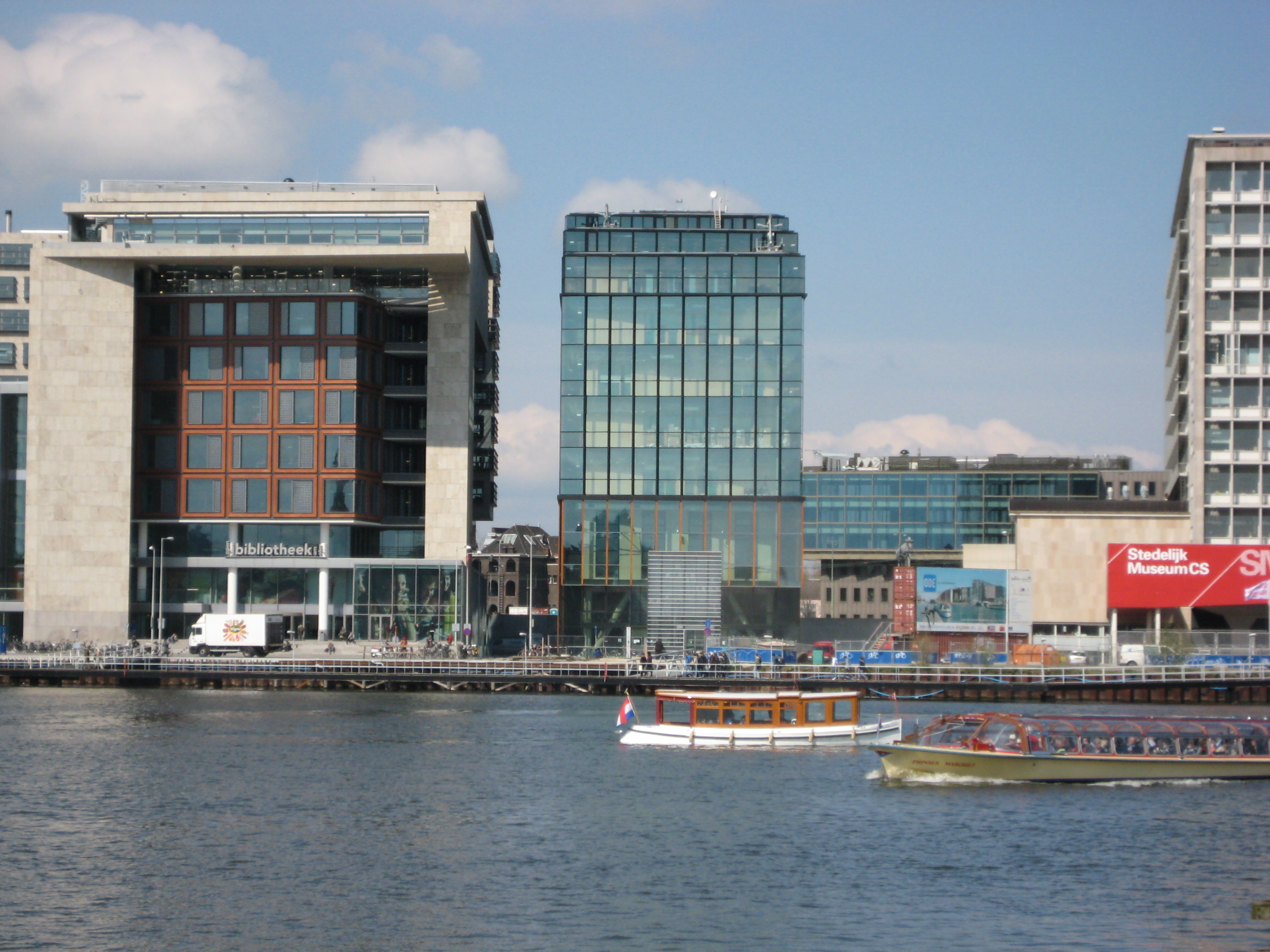
كونسرفاتوار أمستردام

كونسرفاتوار أمستردام، هو أكاديمية للموسيقى موجودة في العاصمة الهولندية أمستردام. تتبع هذه الأكاديمية لجامعة أمستردام للفنون. يعد كونسرفاتوار أمستردام الأكبر في هولندا، تقدم الأكاديمية برامج تعليمية في الموسيقى الكلاسيكية، الجاز، البوب، الموسيقى المبكرة، التثقيف الموسيقي، و الأوبرا.

## وصلات خارجية
- الموقع الرسمي للأكاديمية (لغة إنكليزية)